# Săcășeni
Săcășeni è un comune della Romania di 1 217 abitanti, ubicato nel distretto di Satu Mare, nella regione storica della Transilvania. 
Il comune è formato dall'unione di 2 villaggi: Chegea e Săcășeni.